# Geher-Länderkampf der Frauen 1984 BR Deutschland – Frankreich
| 21. Leichtathletik-Länderkampf mit bundesdeutscher Beteiligung 1984 | 21. Leichtathletik-Länderkampf mit bundesdeutscher Beteiligung 1984 |
| ------------------------------------------------------------------- | ------------------------------------------------------------------- |
|                                                                     |                                                                     |
| Gehervergleich der Frauen: BR Deutschland – Frankreich              |                                                                     |
| Austragungsort                                                      | Ahlen                                                               |
| Wettbewerbe                                                         | 1                                                                   |
| Datum                                                               | 22. September                                                       |
| 1. FRA 2. FRG                                                       | 13 P 09 P                                                           |
| Chronik                                                             |                                                                     |
| ← FRG-URS 7kampf (F)                                                | FRG-FRA Geher (M) →                                                 |

Der Vergleich Nummer 21 des Länderkampfjahres 1984 war der einzige Länderkampf der Geherinnen in diesem Jahr. Als Gegnerinnen traten am 22. September in Ahlen zum sechsten Mal Vertreterinnen aus Frankreich in einem Zweiländerkampf gegen das bundesdeutsche Team an. Die erste Begegnung 1977 und das letzte Aufeinandertreffen 1981 waren an Frankreich gegangen, die drei dazwischen liegenden Vergleiche hatte die Bundesrepublik für sich entschieden. Auch die Männer führten in Ahlen am selben Wochenende einen Geherländerkampf durch.

## Modus
Ausgetragen wurde ein Bahngehen über zehn Kilometer. Jede Nation konnte in diesem Wettbewerb vier Geherinnen stellen, von denen die drei Besten gewertet wurden. Die Siegerin erhielt sieben Punkte, für Rang zwei wurden fünf Punkte vergeben, für Platz drei vier Punkte, für Platz vier drei Punkte usw.

## Legende
Kurze Übersicht zur Bedeutung der Symbolik – so üblicherweise auch in sonstigen Veröffentlichungen verwendet:
| DNF | nicht im Ziel (did not finish) |

## Ergebnis
Die Einzelwertung gewann eine Vertreterin aus Frankreich. Die beiden weiteren gewerteten französischen Geherinnen belegten die Ränge drei und fünf. So mussten die bundesdeutschen Geherinnen mit neun zu dreizehn Punkten ihre zweite Niederlage in Folge gegen Frankreich einstecken.

## Legende
Kurze Übersicht zur Bedeutung der Symbolik – so üblicherweise auch in sonstigen Veröffentlichungen verwendet:
| DNF | nicht im Ziel (did not finish) |

## Resultat

### 10.000-m-Bahngehen
| Platz | Athletin          | Land | Zeit (min) |
| ----- | ----------------- | ---- | ---------- |
| 1     | Suzanne Griesbach | FRA  | 48:52,9    |
| 2     | Ingrid Adam       | FRG  | 51:22,4    |
| 3     | Monique Boueroux  | FRA  | 52:06,1    |
| 4     | Jutta Schwoche    | FRG  | 52:54,8    |
| 5     | Elisabeth Creuze  | FRA  | 54:14,1    |
| 6     | Jeanine Gosselin  | FRA  | 54:58,3    |
| 7     | Renate Bauch      | FRG  | 55:11,9    |
| DNF   | Brigitte Bück     | FRG  |            |